# 최자실
최자실(1915년 8월 15일 황해도 해주시 ~ 1989년 11월 9일 미국 로스엔젤레스)는 대한민국의 개신교 목사로 기독교 대한 하나님의 성회 소속이다. 그녀는 간호사 출신의 여성 전도사로, 해외에서의 오순절 교회 선교활동을 통해 개신교 선교에 공헌했다. 41세에 대조동 천막촌에서 조용기 목사와 공동으로 목회를 시작하여, 1962년 서대문에서 순복음중앙교회(현 여의도순복음교회)를 개척하였으며, 목사로 재직하다 1989년 11월 9일 미국에서 심장 마비로 별세하였다. 김성혜 총장과 김성광 목사의 어머니이며 조용기 목사의 장모로도 알려져 있다.

## 출생과 성장
최자실은 1915년 8월 15일 황해도 해주군에서 출생하였다. 그의 아버지는 지병으로 최자실이 6세 되던 해에 사망하여 홀어머니 아래에서 성장하였다. 가세는 기울고 어머니의 삯 바느질로 어려운 생활을 이루어 나갔다. 그러던 어느 날 이웃집 친구의 전도를 통해 천막 부흥회를 참석하게 되었다. 그 부흥회는 이성봉 목사가 강사였는데 이성봉에 영향을 받은 최자실은 불교 신자였던 어머니까지 교회로 인도하여 신실한 신앙 생활을 하게 된다. 그 어머니는 평생 새벽을 깨워 기도하였고 주의 종을 얼마나 잘 섬겼던지 어릴 때부터 주의 종 섬기는 훈련을 잘 받았다고 그의 자서전 속에 고백하고 있다. 그러나 가난한 삶은 늘 돈을 벌어 어머니의 고생을 덜고 싶은 마음이 가득했다. 그는 열심히 공부해서 동급생의 가정교사 자리도 얻을 수 있었다고 한다. 그는 후에 숙명여자고등학교로 발전된 명신 여학교 졸업을 몇 달 앞두고 평양 도립 병원 간호원 양성소에 들어가는 입학시험에 응시했다. 그때 당시에는 경쟁률이 꽤 높았다고 하는데 기도하는 가운데 합격하여 드디어 직장여성이 된다. 그는 어려운 살림을 돕고 환자를 돌보는 일이 하나님의 영광을 드러내는 일이라 생각하며 일에 몰두하였다.

## 결혼이후의 생활
청년시절의 최자실은 한경직 목사가 담임하고 있던 신의주 제2장로교회에 출석하였는데 같은 교회의 찬양 대원이며 후에 배재고등학교가 된 배재학당을 거쳐 일본 주오대학 법과 (법과대학)를 졸업한 김창기와 26세때 결혼을 한다. 그러나 결혼 후 남편은 교회출석을 등한히 하고 세상일에만 분주했다. 처음엔 권유도하고 간청도 했지만 나중에는 본인도 두 딸과 두 아들을 키우며 점점 신앙생활을 멀리하게 된다. 그러나 부흥회를 통해 지난 5년 간 지었던 불신앙의 죄를 통회 자복하며 회개한다. 나중에 최자실은 서울로 내려오게 되는데 사업에 관심을 갖기 시작, 성냥공장과 비누공장으로 큰 돈을 벌고 사업이 더 확장되어 전국적인 사업을 해 성공을 거둔다. 돈벌이에 혈안이 되어 사업에만 몰두하게 되고 또 신앙은 나락에 떨어지자 어머니는 밤마다 금식하며 눈물로 기도하고 있었다.

## 시련의시기
승승장구하던 최자실에게 시련이 닥치기 시작했다. 1953년 기도의 어머니가 69세에 소천하고 열흘 후에 맏딸도 교통사고 후유증으로 세상을 떠났다. 그 많던 재물도 사업실패로 다 날아가고 심장병이 발병하고 모든 것을 상실한 비참한 상황이 찿아왔다. 가정불화, 빚장이들의 독촉 등 말할 수 없는 고통속에 수년이 지나고 나니 삶을 포기 하기에 이른다. 그는 자살을 결심하고 극약을 산 다음 지금의 북한산 자락인 삼각산으로 올라 극약을 마시려는 순간 난데없는 돌개바람이 불어 약봉지가 날아가 버려 자살에 실패하고 거듭 자살을 시도했지만 이루지 못하고 그곳에서 놀라운 변화를 맞는다. 그러나 자살을 시도했던 곳 부근에서 30년 만에 우연히 어릴 적 친구의 권유로 참여했던 부흥회의 강사였던 이성봉 목사의 집회가 열렸고 그 곳에서 예수를 만난다. 자살하기 위해 올랐던 그 곳이 놀라운 새 삶으로 나아가는 길이 되었던 것이다.

## 사역으로 입문
그녀는 산에서 내려온 후 이성봉 목사를 찾아간다. 이성봉 목사의 소개로 현재의 한세대학교로 발전한 순복음 신학교에 입학하게 된다. 그녀는 이곳에서 조용기 목사를 만나게 된다. 그녀는 신학교시절부터 조용기와 한 팀을 이루어 전도와 기도 등으로 미래 목회를 포문을 열게 된다. 그때 신학생들은 방학 중에도 학교에 나와 철야하며 기도했다고 한다. 그들은 학문만을 배우는 것이 아니라 실천도 하였다. 특히 최자실의 신학교시절은 기숙사생활을 하면서 밤새 철야기도를 하고 시간만 나면 노방전도를 하는 전도자의 생활이였다.

## 사역의 과정

### 천막교회를 세움
그의 첫 번째 사역은 아이들을 대상으로 하였다 온 동리를 다니면서 아이들을 불러 모아 놓고 알사탕을 사주어가며 찬송가를 가르쳐 주고 성경말씀을 가르쳤다 그리고 한 차례씩 껴안고 안수기도를 해 주었다.이렇게 모인 아이들이 60 ~ 70명씩 모이자 불광동에 천막교회를 세웠다. 처음 천막교회를 개척했던 이곳에서 아이들로 시작된 예배와 최자실 전도사, 조용기 전도사 그리고 최자실 전도사의 딸 김성혜와 아들 김성광 그리고 비를 피해 왔던 할머니 총 5명으로 출발했던 장년예배도 최자실 전도사의 소문을 듣고 한두명씩 모이기 시작했다 당시에는 가난하고 병들고 소망 없이 하루하루 살아가는 사람들이 많았는데 이들에게 관심을 갖고 먹을 것을 나누고 기도를 통한 신유의 역사로 부흥이 일어나기 시작했다 무당들이 회개하고 주정뱅이들이 변화되는 갖가지 역사가 일어나니 최자실 전도사 혼자 감당치 못해 조용기 전도사에게 사역에 협력을 부탁한다. 이후에 조용기 전도사의 설교를 통해 많은 회개의 역사가 일어났다

### 서대문 순복음 중앙 교회
불광동 천막 교회는 1958년 6월 5명으로 출발했던 재적교인이 꾸준히 5백 명으로 늘어 1961년 11월 천막교회 개척 3년 만에 서대문구 의주로에 순복음 중앙 교회를 개척하게 된다 이곳에서는 연일 더 큰 부흥의 역사가 일어났는데 조용기 목사의 설교와 최자실 전도사의 치유 사역 등으로 놀라운 부흥의 역사가 나타났고, 동북아시아 세계 선교 대회를 주최하는 등 세계적인 규모의 성회를 주최하며 최자실 전도사의 사역은 이제 세계를 향해 나갔다 다시 곧 돌아온다.
참고로 서대문 순복음 중앙 교회 건물은 현재 서울특별시 종로구 평동으로 편입되었으며, 서울 충정로 우체국 부근에 기독교 대한 하나님의 성회 총회 회관과 바위샘교회로 사용되고 있다.

### 해외 선교 여행
최자실 전도사의 사역은 이제 세계를 향해 나아간다. 1964년 일본 순회 전도 여행을 기점으로 1966년 중화민국 순회 선교 여행, 미국 선교 여행 등 해외 각국에서 성회를 인도하는 등 해외활동도 활발히 행하였다. 참고로 1989년 미국에 있는 여의도 순복음 교회 계열 워싱턴 순복음 교회 성회 인도와 순복음 로스엔젤레스 국제 금식 기도원 창립 4주년 기념 새성전 기공 예배를 끝으로 로스엔젤레스에서 심장 마비로, 세상을 떠나게 된다.

### 순복음 기도원 건립의 배경
기도의 동산을 세우는 꿈을 갖고 있었던 최자실 전도사는 경기도 파주시 조리읍 오산리에 위치한, 교회 묘지의 연장창고에서 철야 기도의 제단을 쌓은 지 석달 째 되던 날 응답받고 기도원을 건립하기에 이른다. 기도원 집회를 인도하며 수많은 사탄의 방해 공작가운데도 기도로 세계 최대 규모의 기도원을 설립하였다.
후에 최자실 목사가 소천한 뒤, 눈물 어린 기도와 헌신을 기념하여 기도원의 정식 명칭을 '오산리 최자실 기념 금식 기도원'으로 변경하게 된다.

### 여의도 성전 건축
서대문 순복음 중앙 교회는 나날이 폭발적으로 부흥을 거듭하였다. 성도 수가 10.000명을 초과함에 따라 서대문 교회는 더 이상 성도들을 수용할 수가 없었다. 따라서 교회는 새 성전 건축을 위한 부지를 찾기 시작하였다. 여러 곳이 부지로 거론되었지만 많은 성도들이 모이기에 적합한 장소를 찾는 것은 쉬운 일이 아니었다.
이때 여의도가 추천되었다. 그 당시 여의도는 단지 비행기가 이착륙하는 활주로로 이용되는 땅이었다. 그 당시 여의도는 황폐한 섬으로서, 육지와 연결되는 다리조차도 없었다. 교통이 가장 큰 문제였다. 그러나 조용기 목사는 하나님으로부터 기도의 응답을 받고 여의도에 건물을 세우겠다는 계획을 강하게 추진하였다. 마침내 교회는 여의도에 부지를 구입하게 되었다. 하지만 건축비가 너무 비싸므로 교회가 이 거대한 빚을 감당할 것 같지 않았으나, 하나님의 기적을 믿기에 조용기 목사와 최자실 목사는 그의 마음속에 불타오르는 소망을 가지고 추진하였다.
그러나 건축시작부터 여러 가지 문제들이 닥쳐오기 시작하였다. 건축이 시작되자마자 교회는 자금 문제에 봉착하였다. 중동 오일쇼크의 여파로 달러에 대한 원화의 가격이 하락하여 건축 자재의 가격이 상승하였고 교회 헌금도 감소하게 되었다.

## 약력
- 1935년 평양 도립 간호 학교 졸업
- 1935년 한경직 목사의 신의주 제2교회출석
- 1958년 순복음 신학교 (현재의 한세대학교 졸업
- 1958년 은평구 대조동 천막교회를 조용기 목사와 개척
- 1962년 서대문 순복음 중앙 교회 개척
- 1969년 여의도 순복음 교회 신축공사 착공

(1985년 교회 외부의 리모델링을 하기 전까지 순복음 중앙 교회로 불렀다)
- 1972년 일본 하나님의 성회에서 목사 안수
- 1973년 순복음 금식 기도원 (현재의 오산리 최자실 기념 금식 기도원) 설립
- 1985년 10월 3일 목회자 정년 은퇴
- 1989년 6월 2일 여의도 순복음 교회 창립 30주년 기념 잠실 서울 올림픽 주경기장에서 열린 성회에서 공로패 수상
- 1989년 11월 9일 미국 로스엔젤레스에서 미주 순방 성회를 마치고 74세를 일기로 소천함

## 주요 사업
- 1958년 3월 15일 순복음 신학교 졸업 (4회)
- 1958년 4월 8일 기독교 대한 하나님의 성회 창립
- 1958년 5월 18일 은평구 대조동 천막 교회 개척
- 1961년 9월 1일 서대문 로터리 서커스단이 자주 공연하던 터에서 천막 부흥회 개최 (강사: 샘 토트 목사, 통역: 조용기 전도사)
- 1961년 10월 15일 서대문 순복음 부흥 회관 개척
- 1962년 4월 26일 조용기 전도사 목사 안수
- 1962년 5월 13일 교회명을 순복음 중앙 교회로 변경 (당시 재적 성도 500명 돌파)
- 1964년 순복음 중앙 교회 재적 성도 3.000명 돌파)
- 1964년 10월 28일 처음으로 일본 선교 여행 출국
- 1966년 1월 1일 전도의 효율성을 높이기 위해 순복음 중앙 교회 교구제 실시
- 1966년 1월 23일 타이완 선교 여행
- 1967년 10월 31일 타이완, 도쿄 선교 여행
- 1969년 3월 3일 일본 선교 여행
- 1971년 1월 11일 타이완 선교 여행
- 1972년 6월 일본 제2차 아시아 신도 대회 참석
- 1972년 8월 10일 목회자 안수
- 1974년 4월 5일 미국 순회
- 1974년 7월 8일 로스엔젤레스 바이블 칼리지 명예 신학 박사 학위 취득
- 1975년 4월 조용기 목사와 함께 미국, 유럽 선교 여행
- 1977년 6월 조용기 목사와 함께 일본 도쿄 부흥 성회 인도
- 1979년 10월 1일 제12차 PWC 대회 참석
- 1981년 7월 7일 울산시 복음화 대성회 인도
- 1985년 10월 3일 목사 정년 은퇴
- 1989년 11월 3일 미국 워싱턴 D.C 순복음 교회 부흥 성회 인도
- 1989년 11월 8일 미국 나성 (로스엔젤레스) 국제 금식 기도원 창립 4주년 기념 및 새성전 입당 기념 예배 인도를 끝으로 활동 중단
- 1989년 11월 9일 미국 로스엔젤레스에서 심장 마비로, 향년 75세를 일기로 세상을 떠남
- 1989년 11월 15일 유해가 한국으로 옮겨져발인과 함께 오산리 최자실 기념 금식 기도원에 안장됨.